# Eastar Jet

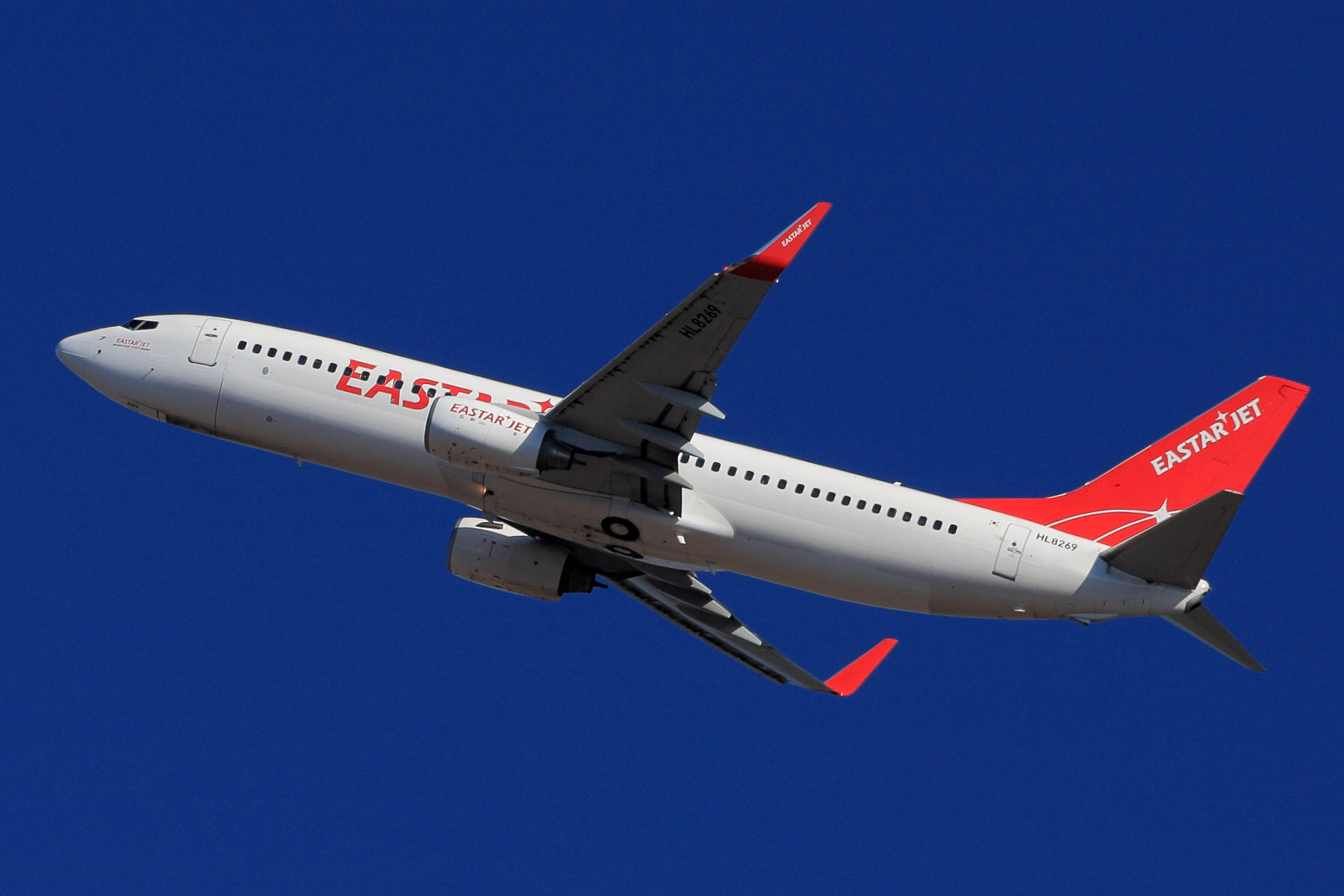
Un Boeing 737-800 de Eastar Jet parte Aeropuerto Internacional de Narita, Tokio, Japón. (2012)

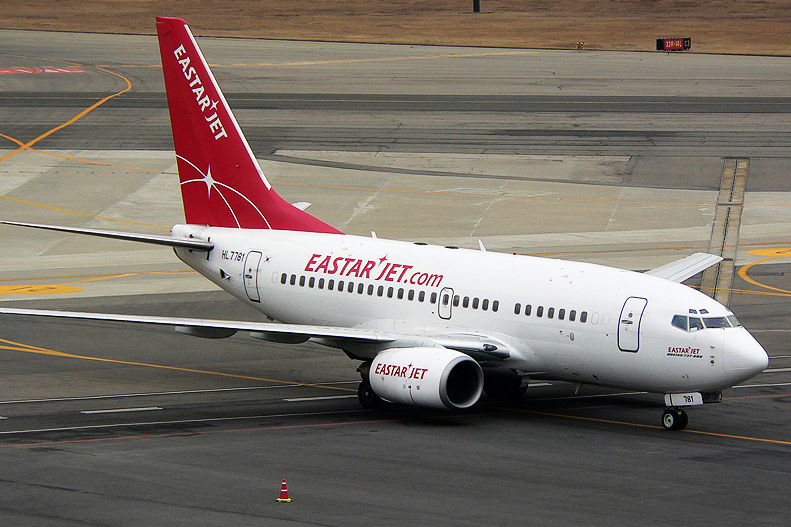
Un Boeing 737-600 de Eastar Jet durante el rodaje en un aeropuerto en algún lugar en Corea del Sur. (2009)

Eastar Jet (ESR) 이스타 항공 (romanización revisada, Iseuta Hanggong) es una aerolínea de bajo coste con sede en Banghwa-dong, Gangseo-gu, Seúl, Corea del Sur. Hizo su primer vuelo el 7 de enero de 2009 en la ruta Gimpo–Jeju. En la actualidad opera una red regular de pasajeros a 14 destinos en ocho países. Su base principal es el Aeropuerto Internacional de Gimpo, con un hub en el Aeropuerto Internacional de Jeju.

## Historia
Eastar Jet fue fundada el 26 de octubre de 2007 y adquirió el certificado de operador aéreo al año siguiente, el 6 de agosto de 2008. El 9 de diciembre de 2008 realizó su vuelo de prueba y en menos de un mes, el 7 de enero de 2009, Eastar Jet hizo su primer vuelo comercial de Seúl a Jeju con un Boeing 737. En los próximos cinco meses, la aerolínea puso en marcha su segunda ruta entre Cheongju y Jeju el 12 de junio de 2009. Seis meses después, el 24 de diciembre de 2009, Eastar Jet realizó su primera vuelo internacional, de Incheon a Kuching, Malasia. Al cabo de dos años de operar vuelos comerciales, la aerolínea alcanzó la marca de 1 millón de pasajeros transportados. El 17 de abril de 2010, Eastar Jet inició la ruta a Phuket, Tailandia.
Eastar Jet tiene el mayor factor de carga (alrededor del 86% de media) en 2009 en la ruta Gimpo-Jeju entre las aerolíneas nacionales en Corea del Sur superando grandes aerolíneas como Korean Air y Asiana Airlines.

## Destinos
Eastar Jet vuela a los siguientes destinos (a mayo de 2014):

## Flota

### Flota Actual
La flota de Easter Jet incluye los siguientes aviones, con una edad media de 8,8 años (a partir de septiembre de 2023):
| Aeronave         | En servicio | Pedidos | Pasajeros | Notas |
| ---------------- | ----------- | ------- | --------- | ----- |
| Boeing 737-86N   | 4           | —       | 183       |       |
| Boeing 737-8 MAX | 4           | —       | 183       |       |
| Total            | 8           | —       |           |       |

Eastar Jet eligió un solo tipo de aeronaves en su flota, que le permite una mayor eficiencia en el mantenimiento y soporte de la estructura de bajo coste. Al seleccionar esta flota de aeronaves, Eastar Jet optó por la nueva generación Boeing 737-600/700, siguiendo el ejemplo del modelo exitoso de tipo operativo único iniciado por Southwest Airlines y EasyJet. La aerolínea utilizará el Boeing 737NG. 
El primer avión entregado, un 737-600 de nueve años de edad, tuvo lugar en noviembre de 2008 de Flyglobespan, y el siguiente fue un 737-700 de EasyJet.